# Worst
Worst is een vleesproduct dat gewoonlijk gemaakt wordt van gemalen vlees, dierlijk vet, zout (en vaak suiker), specerijen en kruiden, dat vanouds in een voornamelijk uit collageen bestaand deel van een dierendarm bewaard wordt. Als omhulsel wordt daarvoor  ander dan dierlijk materiaal gebruikt, gemaakt van collageen, oneetbaar cellulose of plastic. 

## Bereiding
Sommige worsten worden gekookt, andere door een bepaalde conserveringstechniek houdbaar gemaakt, weer andere typen worst worden gedroogd in de open lucht, of warm hetzij koud  gerookt. 

## Vorm en afmetingen
Een worst is meestal langwerpig, met een diameter van 1-10 cm en een lengte van 2 tot 30 cm. De einden van een worst kunnen worden afgesloten door een knoop in de darm te leggen of met een loodje, dat tevens een zegel of een kwaliteitsmerk kan zijn.

## Bekende worsten
- Bloedworst
- (Boeren-)metworst
- Bockworst
- Boterhamworst
- Braadworst
- Chipolata
- Chorizo
- Cervelaat
- Dendermondse paardenworsten
- Droge worst
- Gelderse gekookte worst
- Grillworst
- Knakworst
- Leverworst
- Merguez
- Ossenworst
- Palingworst
- Plokworst
- Rookworst
- Salami
- Saucijs
- Sucuk
- Verse worst
- Worst uit Morteau